# キングス・カレッジ・ロンドン精神医学研究所

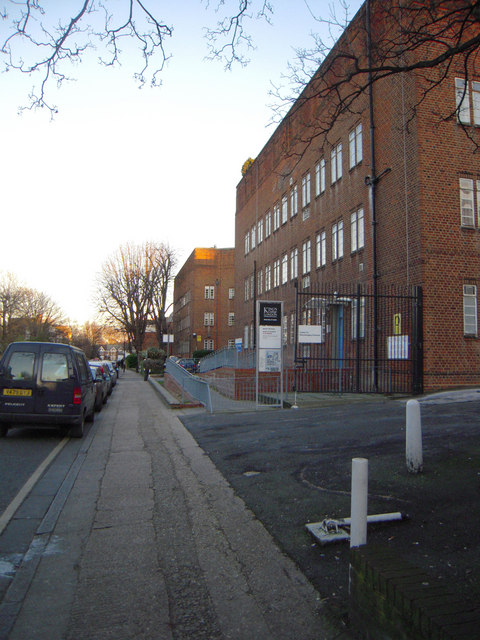
IoPPNメインビルディング

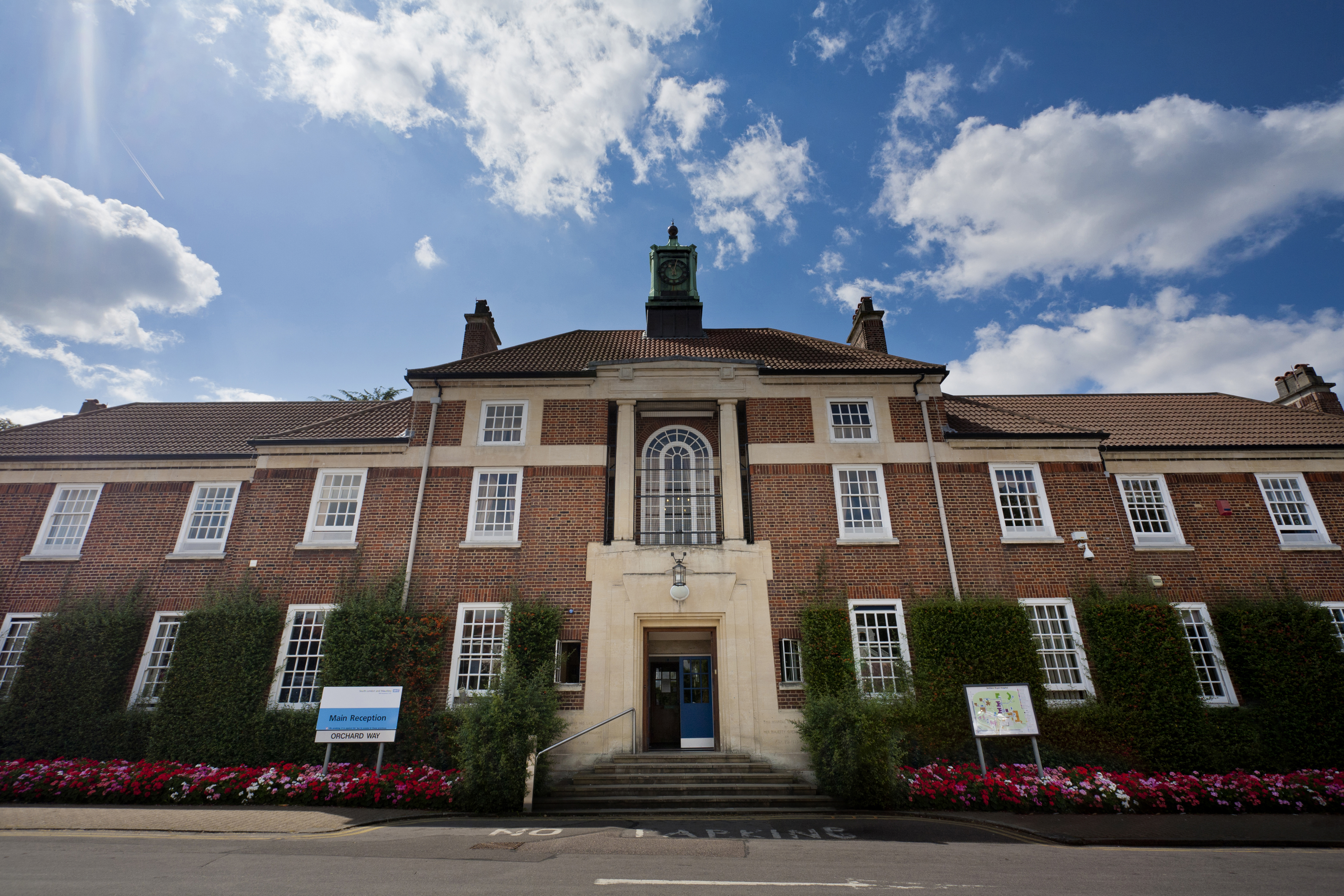
多くのスタッフは王立ベスレム病院で働いている

キングス・カレッジ・ロンドン精神医学・心理学・神経科学研究所（Institute of Psychiatry, Psychology and Neuroscience、IoPPN）とは、精神疾患と脳疾患について原因究明を目的とする、キングス・カレッジ・ロンドン（KCL）付属の研究機関。かつては精神医学研究所（Institute of Psychiatry、IoP）との名称であった。さらに加えて新しい治療法と発病前に予防する方法も研究している。
IoPPNは南ロンドン・モーズレーNHSトラスト（SLaM）と密接な関係にあり、多くのシニアスタッフは王立ベスレム病院などにて臨床も行っている。
IoPPNの業績は研究卓越フレームワーク（Research Excellence Framework, REF 2014)において、100%「世界をリードしている」「国際的に顕著に優れている」と評され、また研究環境も100%「世界的に主導である」と評されている。同レポートでは心理精神神経学の分野において、KCLは英国第二位の研究施設であると評している（一位はユニヴァーシティ・カレッジ・ロンドン）。USニュースランキング2016年版では、精神神経分野においてKCLは世界二位であると評されている。

## 歴史
IoPPNの歴史の大部分はモーズレイ病院と共にあり、現在もメインビルディングを共有している。。1914年、ロンドン市評議会はデンマークヒルの地に病院を建設することを認可し、モットの計画は実現されることとなった。そして1923年にヘンリー・モーズレイの寄贈によりモーズレイ病院が開院した

## 財政
IoPPNの歳入のおよそ70%は、従事している研究によるものである。およそ20%はNHSトラストSLaM、10%は大学院の授業による。

## 著名な教員・在籍者

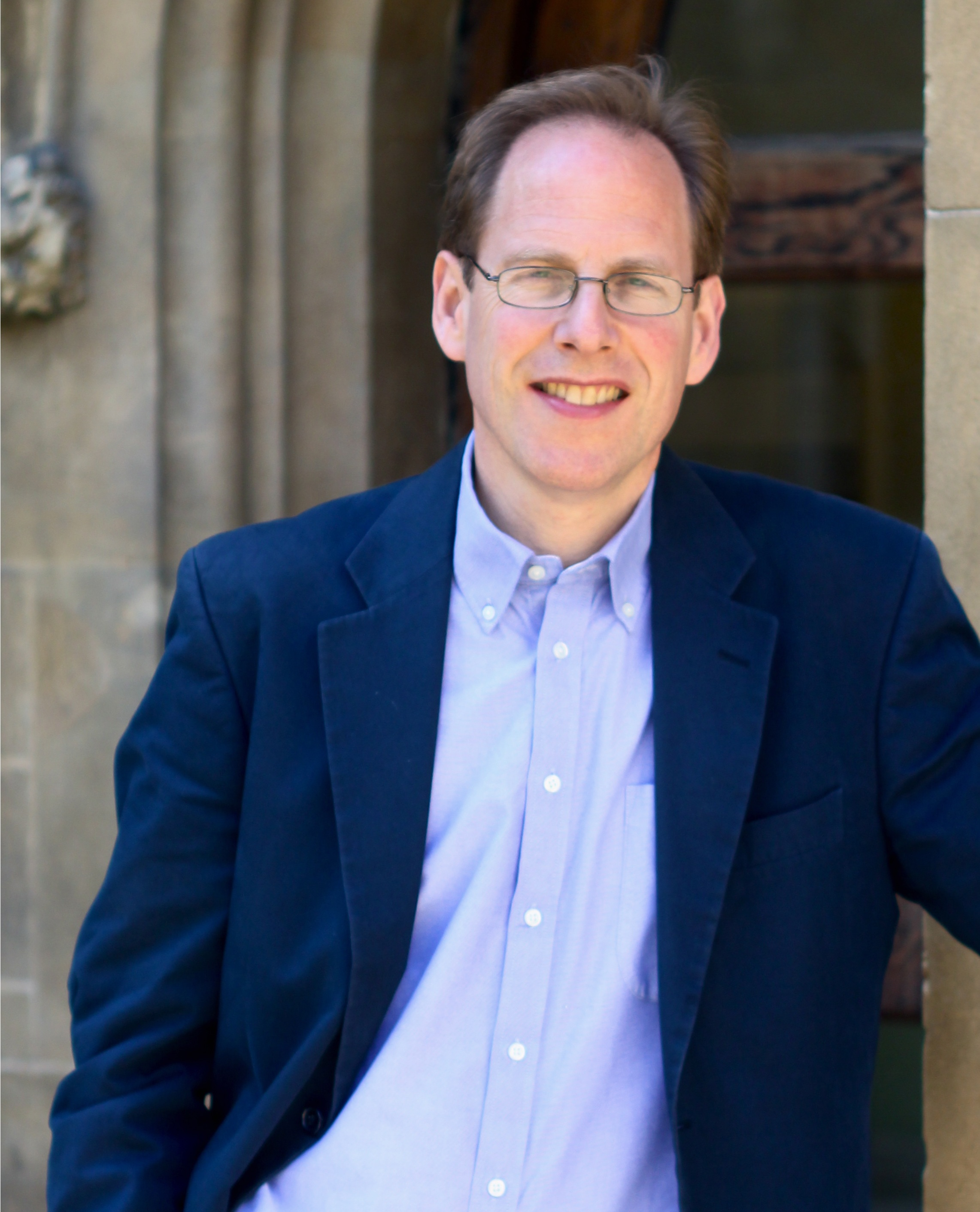
サイモン・バロン＝コーエン
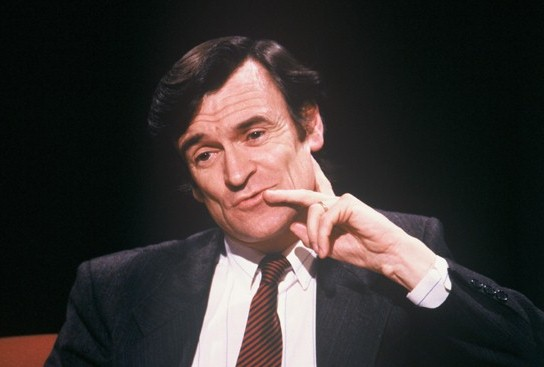
アンソニー・クレア
ハンス・アイゼンク
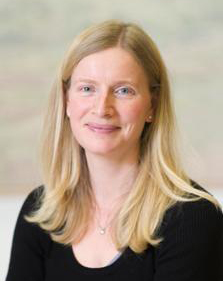
タリア・エリー
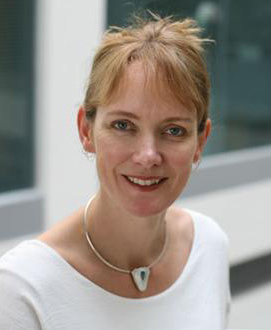
フランセス・カハッペ
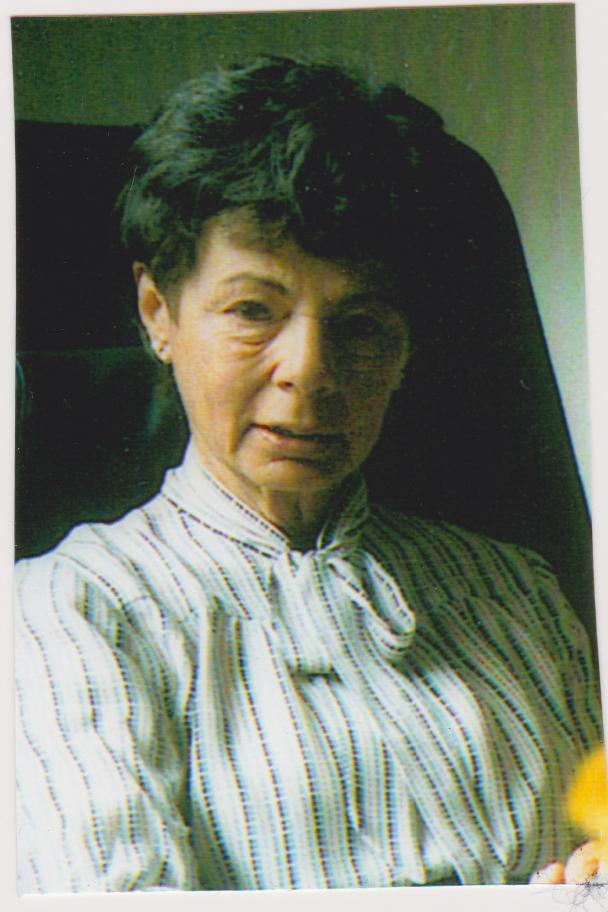
ビート・エルメリン
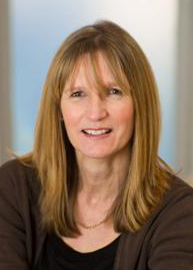
スーザン・リー
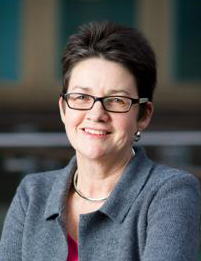
アン・マクニール
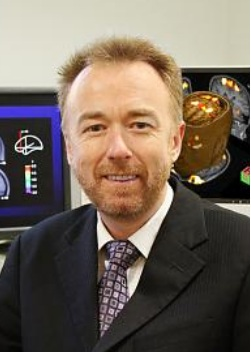
エイドリアン・オーウェン
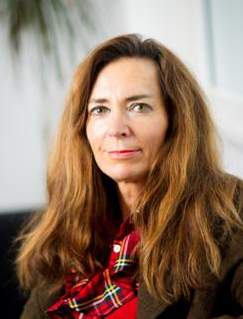
カティア・ルビア
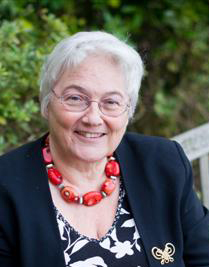
ジャネット・トレジャー
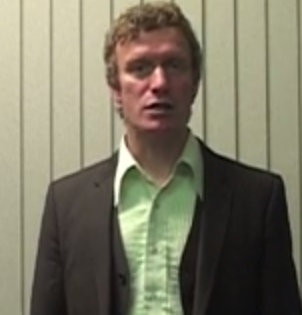
ニコラス・トロップ
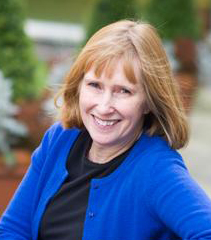
ティル・ワイケス
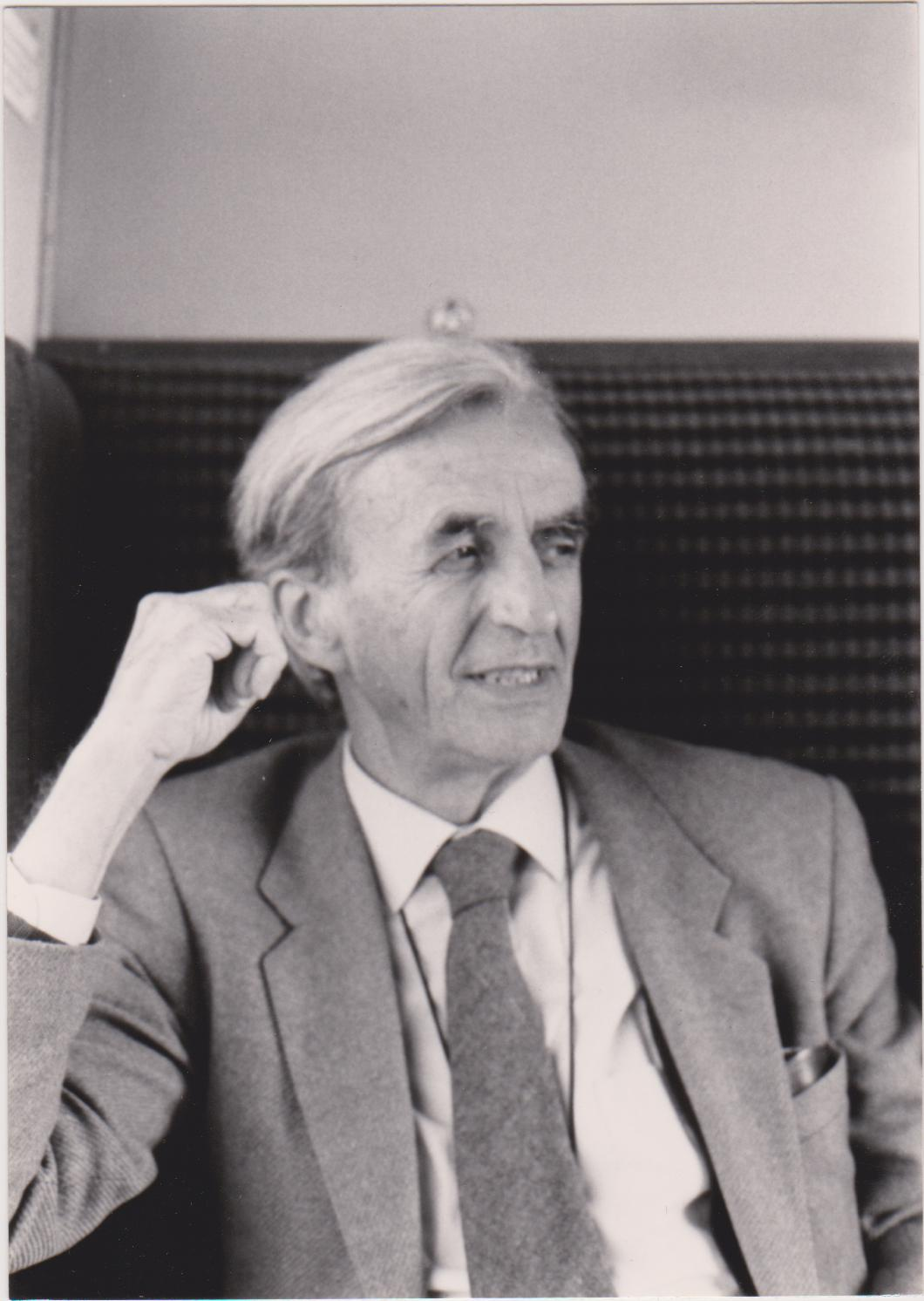
ニール・オコナー
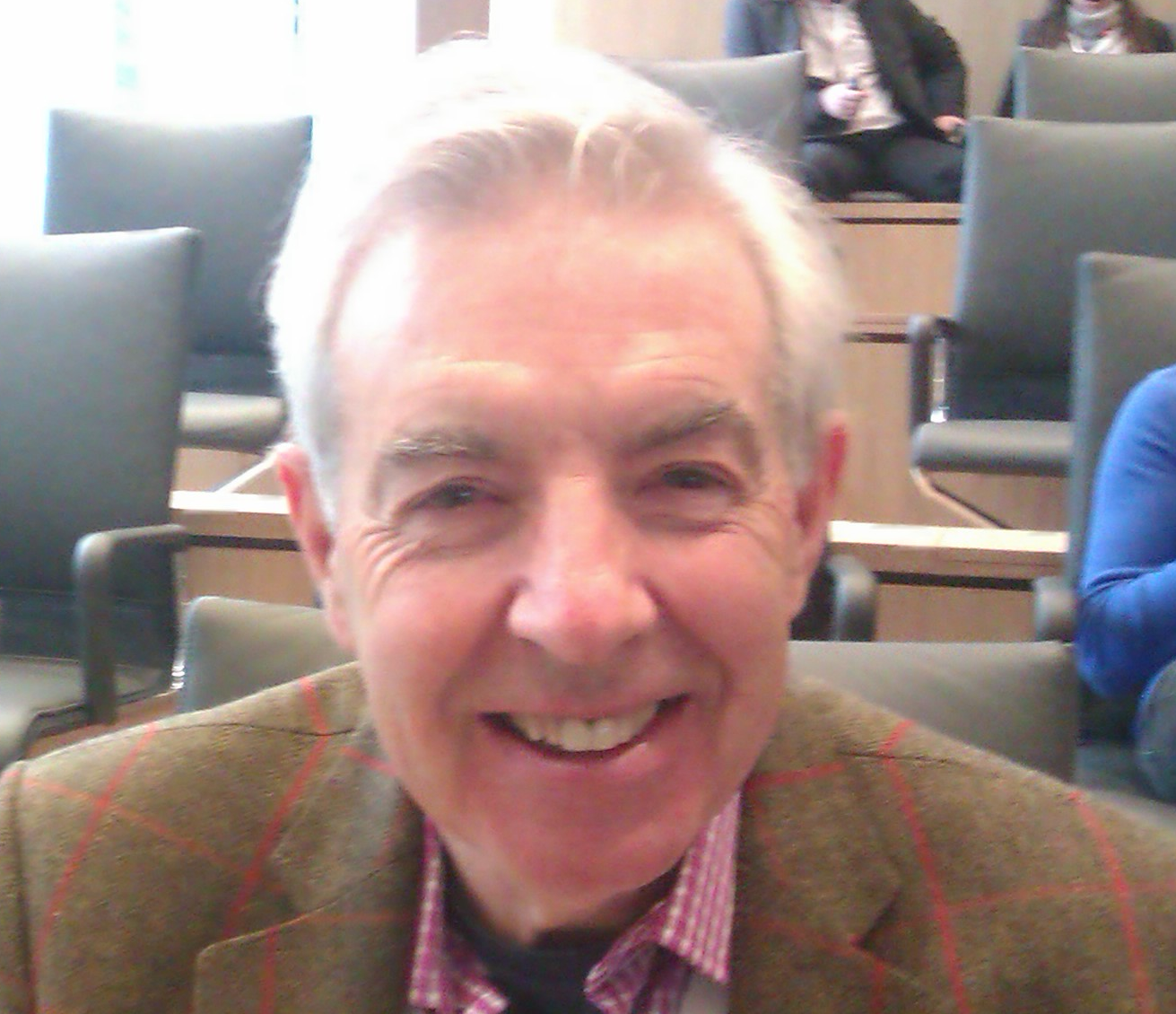
ロビン・マレー

- ジョン・カッティング
- ジェフリー・アラン・グレイ
- オーブリー・ルイス
- ロバート・プランミン
- マーティン・ロス
- マイケル・ラッター
- ウィリアム・サルガント
- ピーター・スコット
- デビッド・スタッフォード・クラーク
- パメラ・テイラー